# 龐璽
龐璽，字次符。清朝政治人物。山西代县赤土沟人。进士出身。
同治十三年（1864年），登进士，改庶吉士。光绪六年四月，散館后，授翰林院編修。后擔任平涼府知府，善於書法。